# 燕昭公
燕昭公（?—前574年），中國春秋時期的燕國君主，燕宣公之子。
在位时国势由弱转强，东击东胡，设置上谷、渔阳、右北平、辽西、辽东五郡。筑燕长城，西起造阳，东经辽东，又东至满潘汗。
十三年卒，子燕武公立。